# Jane Nardal
Jeanne „Jane“ Nardal (* 1. August 1902 in Le Lamentin, Martinique; † 18. November 1993 ebenda) war eine französische Intellektuelle, Schriftstellerin und Lehrerin. Sie war eine zentrale Figur in der frühen Phase der Négritude-Bewegung, deren Entwicklung sie durch ihre Schriften und intellektuellen Netzwerke maßgeblich beeinflusste. Zusammen mit ihrer Schwester Paulette Nardal organisierte sie Salons in Paris und war Mitbegründerin der Zeitschrift La Revue du Monde Noir, die als wichtige Plattform für die afrofranzösische und panafrikanische Diaspora diente.

## Leben
Jane Nardal war die vierte von sieben Schwestern in einer angesehenen, gebildeten Familie. Ihr Vater, Paul Nardal, war der erste schwarze Ingenieur in Martinique, und ihre Mutter, Louise Achille, war Lehrerin und Musikerin. Jane besuchte die Sorbonne in Paris, wo sie klassische Literatur studierte und sich für Fragen der afrikanischen Diaspora und der afrokaribischen Identität zu interessieren begann.
In den 1920er-Jahren zog Jane nach Paris, wo sie sich aktiv in intellektuelle Kreise einbrachte. Sie nahm eine führende Rolle in den Salons ihrer Familie ein, die einen Treffpunkt für afroamerikanische und afrofranzösische Intellektuelle darstellten, darunter Langston Hughes und René Maran. Jane war für ihren unverwechselbaren Stil, ihre Überzeugungen und ihr Engagement für die Förderung eines globalen afrodiasporischen Bewusstseins bekannt.
Jane arbeitete auch als Lehrerin und war für ihren innovativen Unterrichtsstil bekannt, der Filme und andere visuelle Medien einbezog. Nach ihrer Rückkehr nach Martinique unterrichtete sie mehrere Jahre in verschiedenen Schulen und setzte sich weiterhin für soziale und kulturelle Reformen ein.

## Wirken
Nardals Beitrag zur Négritude-Bewegung wird heute zunehmend anerkannt. Posthum wurde sie als eine der wichtigsten weiblichen Intellektuellen der afrokaribischen Diaspora gewürdigt. Ihre Rolle als Vorreiterin in der Förderung eines afrodiasporischen Bewusstseins und als Vordenkerin der Négritude wird in jüngerer Zeit durch Dokumentationen und akademische Arbeiten beleuchtet.
Nardal schrieb zahlreiche Artikel, die sich mit Themen wie Kolonialismus, Rassenbewusstsein und kultureller Identität befassten. In ihrem einflussreichen Essay Black Internationalism (1928), veröffentlicht in La Dépêche Africaine, prägte sie den Begriff „Afro-Latin“ und argumentierte für eine doppelte kulturelle Zugehörigkeit, die sowohl afrikanische als auch europäische Elemente umfasst. Sie sah die afroamerikanische Kultur als Vorbild für die Entwicklung einer eigenen Identität in der afrofranzösischen Diaspora.
Im Jahr 1931 gründeten Jane und ihre Schwester Paulette die zweisprachige Zeitschrift La Revue du Monde Noir, die als Plattform für den kulturellen Austausch zwischen der anglophonen und frankophonen Diaspora diente. Die Zeitschrift veröffentlichte Werke prominenter Autoren wie Langston Hughes und Claude McKay und trug zur Verbreitung von Ideen bei, die später die Grundlage der Négritude-Bewegung bildeten.